# Бланчард (округ Сентер, Пенсільванія)
Бланчард (англ. Blanchard) — переписна місцевість (CDP) в США, в окрузі Сентр штату Пенсільванія. Населення — 597 осіб (2020).

## Географія
Бланчард розташований за координатами 41°3′59″ пн. ш. 77°36′29″ зх. д. / 41.06639° пн. ш. 77.60806° зх. д. (41.066301, -77.607919).  За даними Бюро перепису населення США в 2010 році переписна місцевість мала площу 3,16 км², уся площа — суходіл.

## Демографія
Згідно з переписом 2010 року, у переписній місцевості мешкало 740 осіб у 293 домогосподарствах у складі 212 родин. Густота населення становила 234 особи/км².  Було 317 помешкань (100/км²).
Расовий склад населення:
| - 97,6 % — білих - 1,1 % — корінних американців - 0,3 % — азіатів |

До двох чи більше рас належало 0,8 %. Частка іспаномовних становила 0,4 % від усіх жителів.
За віковим діапазоном населення розподілялося таким чином: 23,6 % — особи молодші 18 років, 60,2 % — особи у віці 18—64 років, 16,2 % — особи у віці 65 років та старші. Медіана віку мешканця становила 40,1 року. На 100 осіб жіночої статі у переписній місцевості припадало 99,5 чоловіків;  на 100 жінок у віці від 18 років та старших — 101,1 чоловіків також старших 18 років.
Середній дохід на одне домашнє господарство  становив 48 685 доларів США (медіана — 34 688), а середній дохід на одну сім'ю — 59 288 доларів (медіана — 50 368). Медіана доходів становила 30 625 доларів для чоловіків та 28 750 доларів для жінок. За межею бідності перебувало 2,0 % осіб, у тому числі 0,0 % дітей у віці до 18 років та 10,1 % осіб у віці 65 років та старших.
Цивільне працевлаштоване населення становило 313 осіб. Основні галузі зайнятості: публічна адміністрація — 23,6 %, освіта, охорона здоров'я та соціальна допомога — 19,8 %, мистецтво, розваги та відпочинок — 14,7 %, роздрібна торгівля — 10,5 %.